# Metal Wolf Chaos
Metal Wolf Chaos est un jeu vidéo de tir à la troisième personne développé par et édité par FromSoftware, sorti en 2004 sur Xbox.
Une remake intitulé Metal Wolf Chaos XD édité par Devolver Digital  est sorti en 2018 sur Windows, PlayStation 4 et Xbox One.

## Trame
Le joueur incarne un président des États-Unis fictif nommé Michael Wilson victime d'un coup d'état et combattant ses ennemis à bord d'un exosquelette motorisé nommé Metal Wolf.

## Accueil
Scott Sharkey, pour le site 1UP.com, a listé le jeu dans son top des « jeux les plus patriotiques ». Il a également, pour le magazine Electronic Gaming Monthly, élu Michael Wilson « meilleur politicien de jeu vidéo » dans un top.